# Arnoldo Jimenez
Arnoldo Jimenez (ur. 19 lutego 1982 w Teksasie) – amerykański zbieg oskarżony o morderstwo swojej żony przez wielokrotne dźgnięcie ostrym przedmiotem i ucieczkę w celu uniknięcia odpowiedzialności karnej, 522. osoba umieszczona na liście 10 Najbardziej Poszukiwanych Zbiegów Federalnego Biura Śledczego.

## Zarzuty i ustalenia śledczych
Arnoldo Jimenez był w związku z Estrellą Carrerą (ur. 1985 lub 1986) i był ojcem jej najmłodszego dziecka. Para wzięła ślub 11 maja 2012. Małżeństwo celebrowało to wydarzenie z rodziną i przyjaciółmi do wczesnych porannych godzin następnego dnia. Według ustaleń FBI, 12 maja 2012 nad ranem nowożeńcy mieli pokłócić się w drodze powrotnej w czarnym samochodzie marki Maserati z 2006, w którym Arnoldo Jimenez miałby zabić żonę, wielokrotnie dźgając ją ostrym przedmiotem.
Na czas ślubu Estrella Carrera pozostawiła swoje dzieci, wówczas w wieku 2 i 8 lat, pod opieką członków rodziny. Kiedy 13 maja nie pojawiła się, aby je odebrać, rodzina powiadomiła policję. Śledczy odnaleźli jej ciało w wannie w jej domu w kondominium w Burbank w stanie Illinois. Nadal miała na sobie srebrną suknię koktajlową, którą nosiła w czasie wesela. Policja ustaliła, że Arnoldo Jimenez powiedział swojej byłej partnerce, że zabił żonę i w razie przesłuchania ma powiadomić policję, że Jimenez uciekł do Meksyku.
Śledczy ustalili na podstawie telefonów wykonanych przez Jimeneza, że podróżował kolejno przez Chicago, Tennessee i Arkansas. Ostatni raz jego telefon został użyty 13 maja 2012 w Hidalgo w Teksasie niedaleko meksykańskiej granicy.

## Śledztwo i postępowanie karne
Sąd Hrabstwa Cook oskarżył Jimeneza o morderstwo pierwszego stopnia i 15 maja 2012 wydał stanowy nakaz aresztowania.
17 maja 2012 Sąd Dystryktowy dla Wschodniego Dystryktu Illinois wydał nakaz aresztowania w związku z ucieczką w celu uniknięcia odpowiedzialności karnej.
8 maja 2019 został dodany do listy 10 Najbardziej Poszukiwanych Zbiegów FBI. Jest 522. osobą dodaną do tej listy. FBI ogłosiło, że poszukiwany prawdopodobnie znajduje się w okolicy Santiago Papasquiaro.